# Paris-Roubaix 1908
La 13e édition de la course cycliste Paris-Roubaix a eu lieu le 19 avril 1908 et a été remportée par le Belge Cyrille Van Hauwaert.

## Contexte
Jusque-là première épreuve internationale de l'année, Paris-Roubaix est précédé en 1908 par la deuxième édition de Milan-San Remo, disputée le 9 avril. Le règlement de la course subit un changement : les entraîneurs ne sont plus autorisés à partir de Beauvais. Cyrille Van Hauwaert, vainqueur de Milan-San Remo deux semaines plus tôt, est considéré comme un favori de la course, de même que le vainqueur sortant Georges Passerieu, Émile Georget, Lucien Petit-Breton, Louis Trousselier. La pluie tombée sur le nord de la France durant la semaine précédant la course a rendu certaines voies « difficilement praticables ». Certains coureurs déclarent forfait : sur 124 inscrits, seuls 90 prennent le départ.

## Déroulement de la course

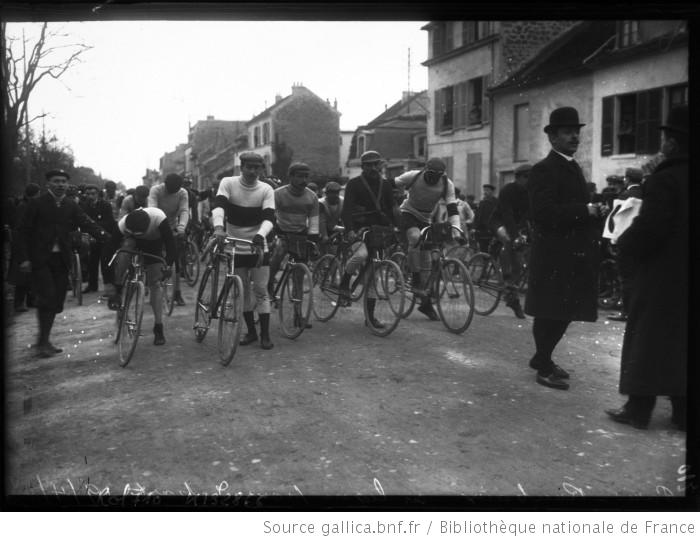
Coureurs alignés pour le départ de la course

Le départ est donné à Chatou à 6 heures et 34 minutes, sous la grêle puis la neige, devant 2 000 spectateurs. La course se déroule dans les mêmes conditions.
Peu après le départ, dans les environs de la côte de Saint-Germain, un premier groupe se détache. Il est composé de Maurice Brocco, Gustave Garrigou, Georges Passerieu, Lucien Petit-Breton, Louis Trousselier et Cyrille Van Hauwaert. Un peloton formé de 39 coureurs passe en tête à Pontoise.
Seize échappés passent à Beauvais, dont Brocco, François Faber, Garrigou, Émile Georget, Jules Masselis, Georges Lorgeou, Passerieu, Petit-Breton, Trousselier et Van Hauwaert. Petit-Breton, alors derrière Van Hauwaert à Doullens, est victime d'une crevaison et doit abandonner. Garrigou attaque dans la côté de Doullens et reste seul en tête pendant une dizaine de kilomètres. Il est rejoint par cinq coureurs : Faber, Lorgeou, Augustin Ringeval, Trousselier et Van Hauwaert. Masselis, Passerieu, Georget et Platteau sont lâchés.
Faber attaque et passe à Douai avec 3 minutes d'avance sur Garrigou et Van Hauwaert et une vingtaine sur Trousselier, qui est tombé. Il faiblit cependant en fin de parcours et l'écart avec Van Hauwaert décroît. De 5 minutes à Forest-sur-Marque, il passe à 2 minutes à Hempempont, à proximité de Roubaix.
À 150 m de l'entrée du vélodrome, alors qu'il est convaincu que « la course ne [pourrait] plus lui échapper », Faber chute en essayant d'éviter un enfant traversant la chaussée. Saignant et souffrant à la tête, il est dépassé par Van Hauwaert. Celui-ci pénètre le premier dans le vélodrome. Il y chute à son tour, heurté par un homme de service. Il se relève tout de même, effectue les six tours de piste et franchit seul la ligne d'arrivée. Faber s'est relevé et chute deux fois dans les virages du vélodrome à cause d'un pneu crevé. Il est dépassé par Lorgeou, qui prend ainsi la deuxième place.
La victoire de Van Hauwaert suscite l'enthousiasme des spectateurs belges présent au vélodrome. Il est le premier Belge à remporter Paris-Roubaix. Il est par ailleurs le seul coureur avec l'Irlandais Sean Kelly (1986) et l'Allemand John Degenkolb (2015) à avoir gagné Paris-Roubaix et Milan-San Remo la même année.

## Classement final
|    | Cycliste             | Équipe         | Temps            |
| -- | -------------------- | -------------- | ---------------- |
| 1  | Cyrille van Hauwaert | Alcyon         | 10 h 34 min 25 s |
| 2  | Georges Lorgeou      | La Française   | + 3 min 35 s     |
| 3  | François Faber       | Peugeot-Wolber | + 5 min 05 s     |
| 4  | Édouard Léonard      | Alcyon         | + 11 min 35 s    |
| 5  | Louis Trousselier    | Alcyon         | + 21 min 35 s    |
| 6  | Georges Passerieu    | Peugeot-Wolber | + 23 min 35 s    |
| 7  | André Pottier        | Peugeot-Wolber | + 24 min 35 s    |
| 8  | Gustave Garrigou     | Peugeot-Wolber | + 25 min 00 s    |
| 9  | Émile Georget        | Peugeot-Wolber | + 29 min 00 s    |
| 10 | Jules Masselis       | Alcyon         | + 32 min 00 s    |